# 水晶吊灯 (歌曲)
〈水晶吊燈〉（英語："Chandelier"）是澳洲創作歌手希雅的一首冠軍單曲，收錄於她的第六張錄音室專輯《一千種恐懼》（1000 Forms of Fear）中。此曲由希雅及杰斯·夏特金聯手譜寫，且由夏特金及葛萊美獎得主製作人格萊格·科爾斯汀攜手製作，並於2014年3月7日發行，做為專輯的第一首主打單曲。〈水晶吊燈〉是一首電子嘻哈類型的歌曲，並融合了電子音樂、R&B及雷鬼音樂等風格。在歌词上，这首歌有一個忧郁的主题，通過講述一个「派对女郎」的心路歷程，細緻描述了關於酗酒行為的腐化狀態和理智思考。这首歌也廣泛地诉说了醉酒后短暂的释放和被抛弃的感觉，以及伴随着成瘾、酗酒和享乐过度的痛苦、内疚和空虚。
〈水晶吊燈〉一曲不僅廣受各方樂評界的一致好評，希雅的創作能力及演唱方式也備受肯定。在商業上，此曲更獲得了廣泛的迴響，在二十幾個國家的音樂榜單上，皆擠進了前五的位置，包含法國、義大利、波蘭、挪威、澳大利亞和新西蘭等國家，其專輯《一千種恐懼》更橫掃了iTunes47國冠軍。在美國，〈水晶吊燈〉在《告示牌》百強單曲榜取得最高排位第八位的好成績，成為了希雅個人第一支出現在百強單曲榜的熱門單曲，且更達到了兩百萬的銷售量。這支單曲在全球暢銷，被多個國家認證為白金或多白金唱片，更以年度製作、年度歌曲、最佳流行歌手及最佳錄影帶，入圍了4項第57届格莱美奖。
而〈水晶吊燈〉的音樂影片由希雅和丹尼爾·阿斯基爾所執導、萊恩·赫芬頓編排舞蹈，並由當時才年僅11歲的天才舞童梅狄·齊格勒（Maddie Ziegler）詮釋演出。在此單曲及專輯《一千種恐懼》的宣傳期中，梅狄·齊格勒常與希雅同台演出〈水晶吊燈〉，其中包含美國知名的《艾倫秀》、《賽金花的深夜秀》、《吉米·坎摩爾直播秀》、《周六夜現場》及好萊塢露天劇場。之後更入圍2014MTV音樂錄影帶大獎年度音樂錄影帶及最佳編舞兩項大獎。此音樂視頻更在2015年11月26日於YouTube中突破10億點閱率，成為第四位拿下10億點閱率的女歌手。2016年9月7日，蘋果公司舉辦新產品發表會，希雅與梅狄·齊格勒作為壓軸再度同台演出此曲。

## 創作背景
2010年時，希雅發行了她的第五章錄音室專輯《We Are Born》，以在澳大利亞唱片業協會榜拿下第二名作為告捷之後，希雅轉居於幕後，開始與他人合作寫歌，其中包括了碧昂絲、蕾哈娜、克莉絲汀·阿奎萊拉、佛羅·里達及大衛·庫塔等膾炙的熱門單曲。並於2013年時，為電影《飢餓遊戲：星火燎原》錄製單曲〈勇者之心〉。
在2014年5月時，希雅宣布發行第六張專輯《一千種恐懼》且將〈水晶吊燈〉作為第一首主打單曲。希雅透露，此首本為碧昂絲或蕾哈娜所寫，但最終決定親自來錄製此首歌曲。希雅本人長期與酒精上癮作鬥爭。她在2010年參加十二步計畫並戒酒至今。
在美國，〈水晶吊燈〉於2014年的3月17號於iTunes上架，並在2014年6月29日於英國數位發行。

## 惡搞
2019年9月，一名香港反送中示威者與高登會員聯合惡搞了該曲，名為〈肥媽有話兒〉，使用香港藝員肥媽支持香港警察的演講內容來搭配惡搞歌曲，該曲於2019年9月2日在YouTube上播放。

## 詞曲創作
〈水晶吊燈〉由希雅和杰斯·夏特金共同創作，並由夏特金和格萊格·科爾斯汀共同製作。此曲以電子流行民謠為主，采用「高昂」的合成器、「激烈」的鼓点作為伴奏，同時加入了以電子音樂R&B,及雷鬼音樂為風格的嘻哈節奏。希雅在歌曲中展現了「跌破眼鏡」的聲樂表現。歌曲以降B小調寫成。它的和弦进度为：主歌为Bbm–Gbmaj7–Ab–Fm，前副歌为Gbmaj7–Bbm-Ab，副歌为Gbmaj7–Ab–Db/F–Gbmaj7。
从歌词上看，〈水晶吊燈〉的主题很悲伤，談論了「派对女郎生活中的閃亮和疲惫」。MTV Buzzworthy的约翰·沃克认为，这首歌的主题很黑暗，「在把酒言歡和自我毁灭之间的界限愈加模糊時，努力把兩者區分」。包括Pitchfork Media的Jeremy Gordon和HitFix的Melinda Newman在内的一些评论家将这首歌的音乐风格与蕾哈娜的作品相比较。

## 曲目列表
| 數位下載 | 數位下載 | 數位下載 |
| 曲序     | 曲目     | 时长     |
| -------- | -------- | -------- |
| 1.       | 水晶吊燈 | 3:36     |

| 數位混音單曲 | 數位混音單曲                   | 數位混音單曲 |
| 曲序         | 曲目                           | 时长         |
| ------------ | ------------------------------ | ------------ |
| 1.           | 水晶吊燈(四號節拍混音版)       | 4:31         |
| 2.           | 水晶吊燈(Plastic Plates混音版) | 4:27         |
| 3.           | 水晶吊燈(Cutmore Club混音版)   | 5:08         |
| 4.           | 水晶吊燈(Hector Fonseca混音版) | 6:27         |
| 5.           | 水晶吊燈(Liam Keegan混音版)    | 5:16         |
| 6.           | 水晶吊燈(Dev Hynes混音版)      | 3:44         |

## 榜單成績
| 榜單（2014-15年）                 | 最高 排名 |
| --------------------------------- | --------- |
| 澳大利亚（澳大利亚唱片业协会榜）  | 2         |
| 奥地利（Ö3單曲榜）                | 2         |
| 比利时佛兰德斯（Ultratop榜）      | 8         |
| 比利时瓦隆尼亞（Ultratop榜）      | 2         |
| 加拿大（公告牌加拿大百强单曲榜）  | 6         |
| 捷克（电台百强单曲榜）            | 25        |
| 捷克（数字单曲百强榜）            | 2         |
| 丹麥（Tracklisten）               | 6         |
| 芬蘭（芬蘭官方單曲排行榜）        | 5         |
| 法国（法國唱片出版業公會）        | 1         |
| 德国（德国官方单曲排行榜）        | 10        |
| 希臘（(Billboard)）               | 1         |
| 匈牙利（匈牙利40強單曲榜）        | 2         |
| 愛爾蘭（愛爾蘭單曲榜）            | 5         |
| 以色列（Media Forest）            | 1         |
| 以色列（Media Forest TV Airplay） | 2         |
| 義大利（意大利音樂產業聯合會）    | 2         |
| 日本（日本熱門100金曲榜）         | 39        |
| 黎巴嫩（黎巴嫩官方二十強單曲榜）  | 3         |
| 荷蘭（荷蘭百強單曲榜）            | 27        |
| 新西蘭（新西蘭唱片業協會）        | 3         |
| 挪威（世界之路榜單）              | 4         |
| 波蘭（Polish Airplay Top 100）    | 1         |
| 葡萄牙（葡萄牙二十強單曲榜）      | 2         |
| 蘇格蘭（英國官方排行榜公司）      | 4         |
| 斯洛伐克（電台百強單曲榜）        | 17        |
| 斯洛伐克（數位單曲百强榜）        | 3         |
| 西班牙（西班牙音樂產業協會）      | 3         |
| 瑞典（Sverigetopplistan）         | 5         |
| 瑞士（瑞士單曲排行榜）            | 2         |
| 英國（英國單曲排行榜）            | 6         |
| 美国（公告牌百强單曲榜）          | 8         |
| 美国（公告牌成人当代音乐榜）      | 17        |
| 美国（公告牌成人流行歌曲榜）      | 10        |
| 美国（公告牌流行歌曲榜）          | 11        |
| 美國（公告牌節奏歌曲榜）          | 37        |

| 榜單（2014年）                   | 排名 |
| -------------------------------- | ---- |
| 澳大利亞（澳大利亞唱片業協會榜） | 6    |
| 奧地利（Ö3單曲榜）               | 27   |
| 比利時佛蘭德斯（Ultratop榜）     | 43   |
| 比利時瓦隆尼亞（Ultratop榜）     | 5    |
| 加拿大（公告牌加拿大百強單曲榜） | 26   |
| 丹麥（Tracklisten）              | 15   |
| 法國（法國唱片出版業公會）       | 4    |
| 德國（德國官方單曲排行榜）       | 43   |
| 以色列（Media Forest）           | 3    |
| 義大利（意大利音樂產業聯合會）   | 15   |
| 荷蘭（荷蘭100強單曲榜）          | 56   |
| 新西蘭（新西蘭唱片業協會）       | 11   |
| 波蘭（Polish Airplay Top 100）   | 19   |
| 瑞典（Sverigetopplistan）        | 15   |
| 瑞士（瑞士單曲排行榜）           | 9    |

## 銷售認證
| 地區                                                       | 认证    | 认证单位/销量 |
| ---------------------------------------------------------- | ------- | ------------- |
| 澳大利亚（澳大利亚唱片业协会）                             | 5× 白金 | 350,000^      |
| 奥地利（國際唱片業協會奧地利分會）                         | 金      | 15,000*       |
| 比利时（比利時唱片音樂協會）                               | 白金    | 30,000*       |
| 加拿大（加拿大音乐协会）                                   | 3× 白金 | 240,000*      |
| 丹麦（國際唱片業協會丹麥分會）                             | 金      | 30,000^       |
| 德国（聯邦音樂產業協會）                                   | 白金    | 400,000‡      |
| 意大利（意大利音乐产业联盟）                               | 4× 白金 | 200,000‡      |
| 墨西哥（墨西哥音像製品協會）                               |         | 60,000*       |
| 新西兰（新西兰唱片音乐协会）                               | 2× 白金 | 30,000*       |
| 挪威（國際唱片業協會挪威分会）                             | 5× 白金 | 0‡            |
| 瑞典（瑞典唱片業協會）                                     | 4× 白金 | 160,000‡      |
| 瑞士（國際唱片業協會瑞士分会）                             | 白金    | 30,000^       |
| 英国（英国唱片业协会）                                     | 白金    | 600,000‡      |
| 美国（美國唱片業協會）                                     | 2× 白金 | 2,000,000‡    |
| 丹麦（國際唱片業協會丹麥分會）                             | 2× 白金 | 2,600,000^    |
| *僅含認證的實際銷量 ^僅含認證的出貨量 ‡僅含認證的+實際銷量 |         |               |